# Luidia
Famille
Genre
Luidia est un genre d'étoiles de mer, le seul de la famille des Luidiidae (monotypique).

## Caractéristiques

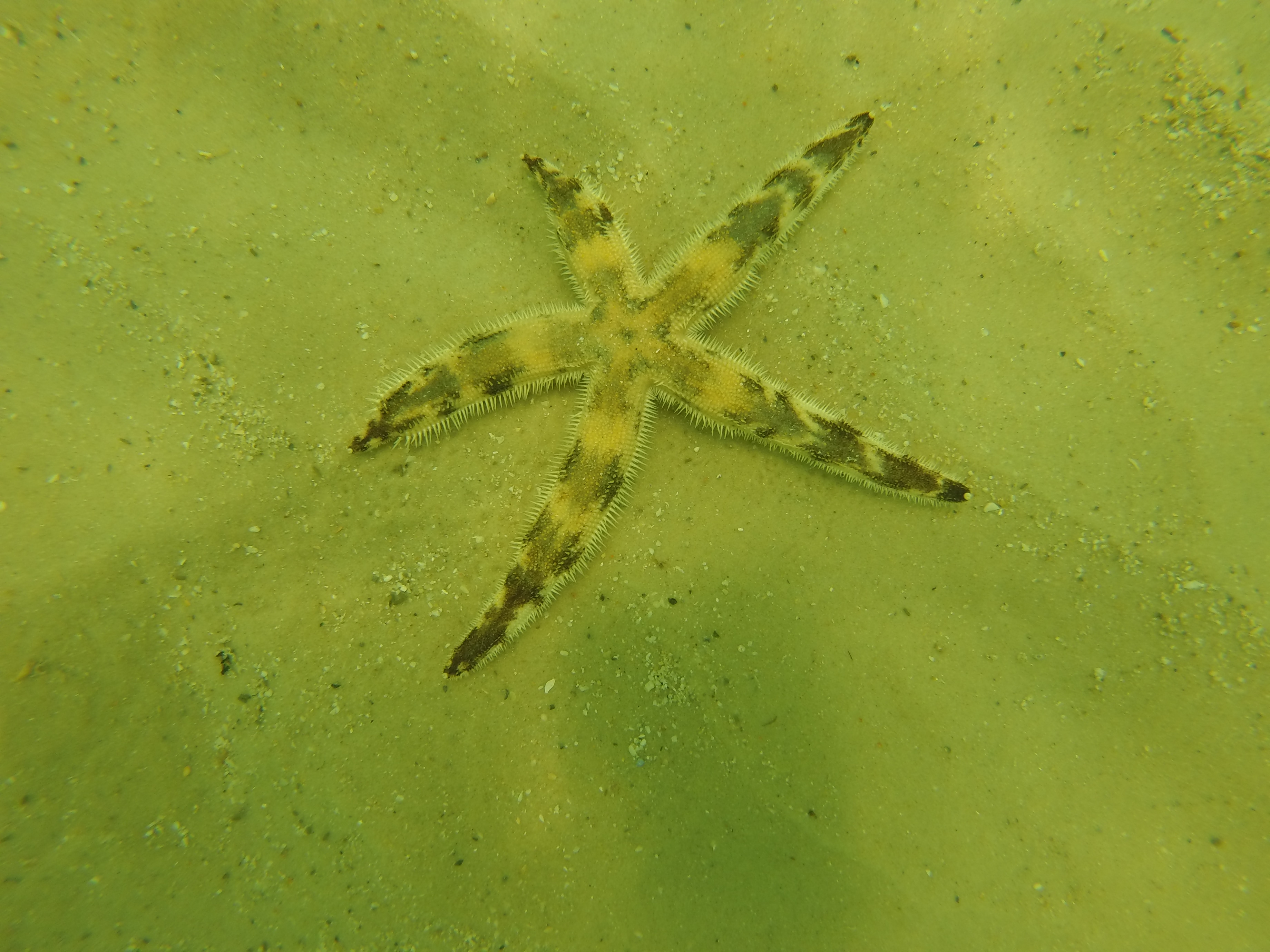
Luidia alternata

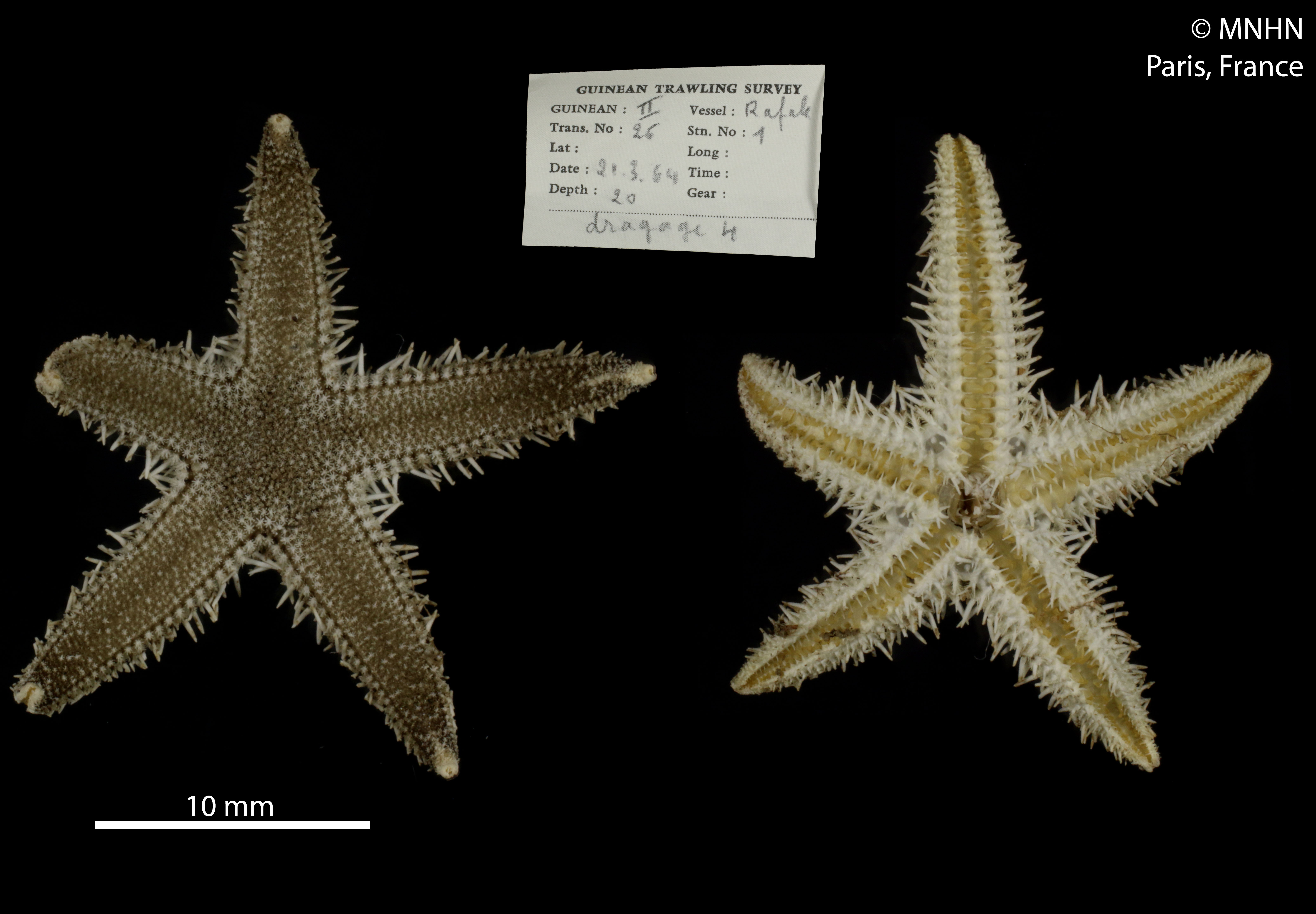
Luidia atlantidea (MNHN)

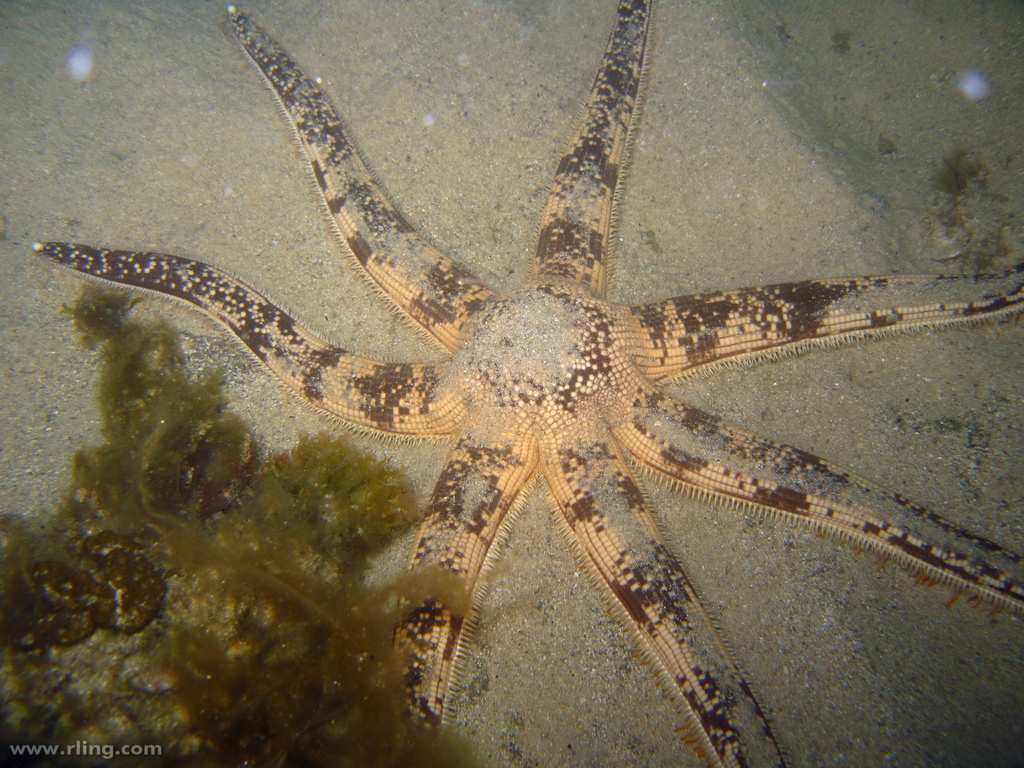
Luidia australiae.

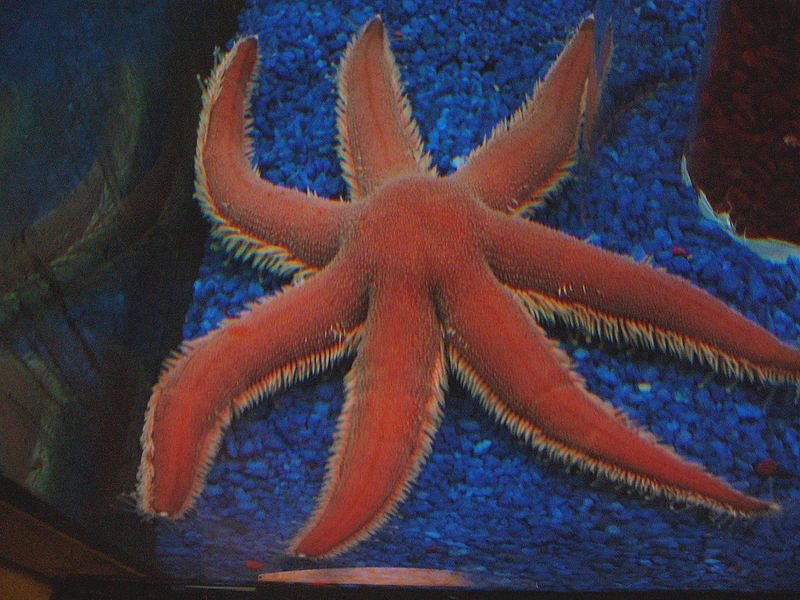
Luidia ciliaris.

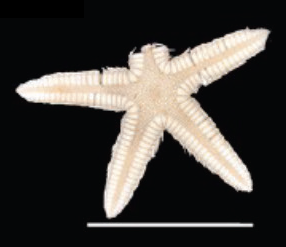
Luidia cingulatus

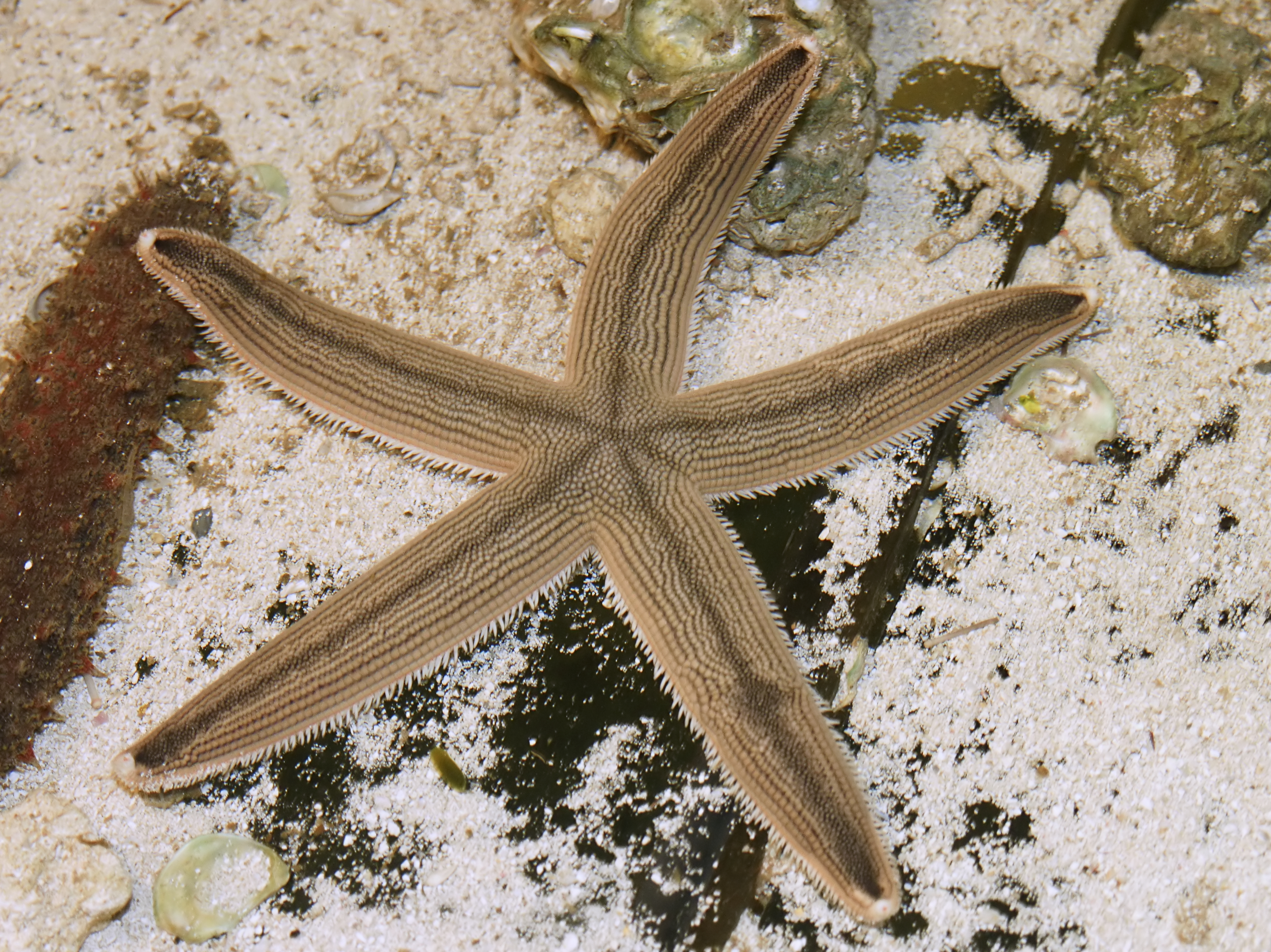
Luidia clathrata.

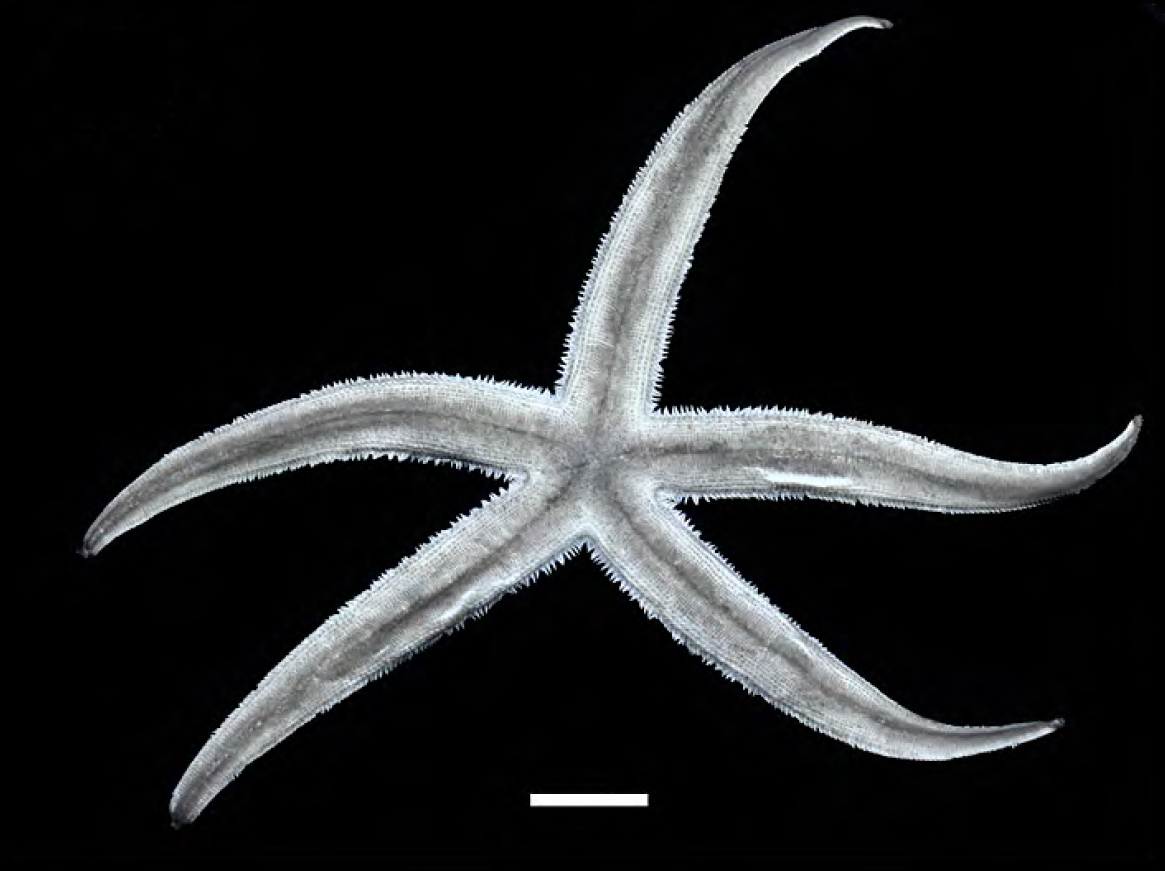
Luida columbia.

Ce genre, unique de sa famille, regroupe 49 espèces d'étoiles de mer rencontrées très fréquemment sur les substrats fins (sable, vase, boue...) dans les eaux tropicales à tempérées de toute la planète (quelques espèces sont inféodées aux eaux profondes). Elles partagent donc leur habitat avec l'autre groupe d'« étoiles des sables », le genre Astropecten (avec lesquelles elles sont parfois confondues par les amateurs, partageant les mêmes noms vernaculaires). Comme ces dernières, les Luidia utilisent les piquants disposés sur leur périphérie pour s'enterrer rapidement dans le sable en cas de besoin.

### Description
Ce sont des étoiles très aplaties dorsalement, pourvues de 5 bras ou plus (jusqu'à 12-15 pour les plus grosses espèces), très allongés et relativement effilés (et eux aussi aplatis, presque en courroies). La région abactinale (supérieure) de leur épiderme est uniformément couverte de plaques osseuses grossièrement anguleuses (« paxilles »), de taille variable suivant leur position, denticulées jusqu'à former de petites étoiles chez certaines espèces. La marge de leur région actinolatérale (leur bord le plus extérieur) est couverte de petits piquants articulés à leur base. Leur couleur est généralement mimétique du sable et plus ou moins maculée de taches sombres, mais certaines espèces peuvent cependant être assez colorées. Les podia, pointus et dépourvus de disque adhésif, sont parfois colorés (leur pointe est rouge vif chez Luidia magnifica, et ils sont striés chez d'autres espèces).
Ces étoiles peuvent mesurer selon les espèces de quelques centimètres à plus de 80 cm pour Luidia superba.

### Caractéristiques morphologiques
Ces étoiles se distinguent par leurs plaques marginales supérieures remplacées par des paxilles. Les plaques marginales inférieures sont bien développées et portent des épines. La face aborale (supérieure) est couverte de paxilles. Les podia n'ont pas de ventouse, mais sont pourvus d'ampoules doubles. Leur tube digestif ne présente pas de cæcum pylorique ni d'anus. Les gonades sont disposées en séries alignées de part et d'autre de chaque bras.

## Écologie et comportement
Comme dit plus haut, ces étoiles sont adaptées aux fonds sablo-vaseux calmes et monotones, où elles chassent les animaux vivant dans le substrat (certaines espèces peuvent également être filtreuses). Elles fournissent par ailleurs une protection à certains animaux (parasites, symbiotes ou commensaux), notamment des vers polychètes et de petits crabes.
Avec un grand nombre d'espèces actuelles et fossiles, ce genre a une répartition mondiale. 

## Liste d'espèces
| Selon World Register of Marine Species (20 décembre 2013) : ... - Luidia alternata (Say, 1825) -- Atlantique tropical - Luidia amurensis Döderlein, 1920 -- Pacifique nord - Luidia armata Ludwig, 1905 -- Pacifique tropical est - Luidia aspera Sladen, 1889 -- Philippines et Hawaii - Luidia asthenosoma Fisher, 1906 -- Californie - Luidia atlantidea Madsen, 1950 - Luidia australiae Döderlein, 1920 -- Australie et Nouvelle-Zélande - Luidia avicularia Fisher, 1913 -- Région Indonésie-Philippines - Luidia barbadensis Perrier, 1881 -- Caraïbes - Luidia bellonae Lütken, 1865 -- Pacifique est subtropical - Luidia changi Liu, Liao & Li, 2006 -- Mer Jaune - Luidia ciliaris (Philippi, 1837) -- Atlantique est et Méditerranée - Luidia clathrata (Say, 1825) -- Atlantique ouest - Luidia columbia (Gray, 1840) -- Pacifique est - Luidia denudata Koehler, 1910 - Luidia difficilis Liu, Liao & Li, 2006 -- Mer de Chine - Luidia ferruginea Ludwig, 1905 -- Colombie Pacifique - Luidia foliolata (Grube, 1866) -- Côte ouest de l'Amérique du nord - Luidia gymnochora Fisher, 1913 - Luidia hardwicki (Gray, 1840) -- Nord de l'océan Indien, région indonésienne et Australie - Luidia herdmani A.M. Clark, 1953 - Luidia heterozona Fisher, 1940 -- Atlantique tropical - Luidia hexactis H.L. Clark, 1938 -- Nord de l'Australie - Luidia inarmata Döderlein, 1920 - Luidia integra Koehler, 1910 -- îles Andaman - Luidia iwakiensis Kobayashi, Hibino, Yamamoto & Fujita, 2024 -- Japon - Luidia latiradiata (Gray, 1871) -- Panama pacifique - Luidia lawrencei Hopkins & Knott, 2010 -- Sud-est des États-Unis (Floride et région) - Luidia longispina Sladen, 1889 -- Mer de Chine et région Indonésienne - Luidia ludwigi Fisher, 1906 -- Atlantique ouest, et peut-être Pacifique est et Seychelles - Luidia maculata Müller & Troschel, 1842 -- Indo-Pacifique tropical - Luidia magellanica Leipoldt, 1895 -- Sud du Chili - Luidia magnifica Fisher, 1906 -- Philippines et Indo-Pacifique tropical (discontinu) - Luidia mauritiensis Koehler, 1910 -- Île Maurice - Luidia neozelanica Mortensen, 1925 -- Nouvelle-Zélande - Luidia orientalis Fisher, 1913 -- Nord de la Mer de Chine - Luidia patriae Bernasconi, 1941 -- Argentine - Luidia penangensis deLoriol, 1891 -- Malaisie - Luidia phragma H.L. Clark, 1910 -- Golfe de Californie - Luidia porteri A.H. Clark, 1917 -- Sud de l'Amérique latine - Luidia prionota Fisher, 1913 - Luidia quinaria von Martens, 1865 -- Région sino-japonaise - Luidia sagamina Döderlein, 1920 -- Atlantique tropical nord - Luidia sarsii Düben & Koren, in Düben, 1845 -- Atlantique et Méditerranée - Luidia savignyi (Audouin, 1826) -- Indo-Pacifique tropical (discontinu) - Luidia senegalensis (Lamark, 1816) -- Atlantique tropical (surtout ouest) - Luidia sibogae Döderlein, 1920 -- Région Indonésie-Philippines - Luidia superba A.H. Clark, 1917 -- Pacifique est - Luidia tessellata Lutken, 1859 -- Pacifique est - Luidia yesoensis Goto, 1914 -- Nord de la Mer Jaune | Selon ITIS (20 décembre 2013) : - Luidia alternata (Say, 1825) - Luidia asthenosoma Fisher, 1906 - Luidia barbadensis - Luidia bellonae Lütken, 1864 - Luidia bernasconiae - Luidia ciliaris - Luidia clathrata (Say, 1825) - Luidia columbia (Gray) - Luidia elegans - Luidia foliolata Grube, 1866 - Luidia ludwigi Fisher, 1906 - Luidia sagamina - Luidia sarsi - Luidia senegalensis (Larmarck) |

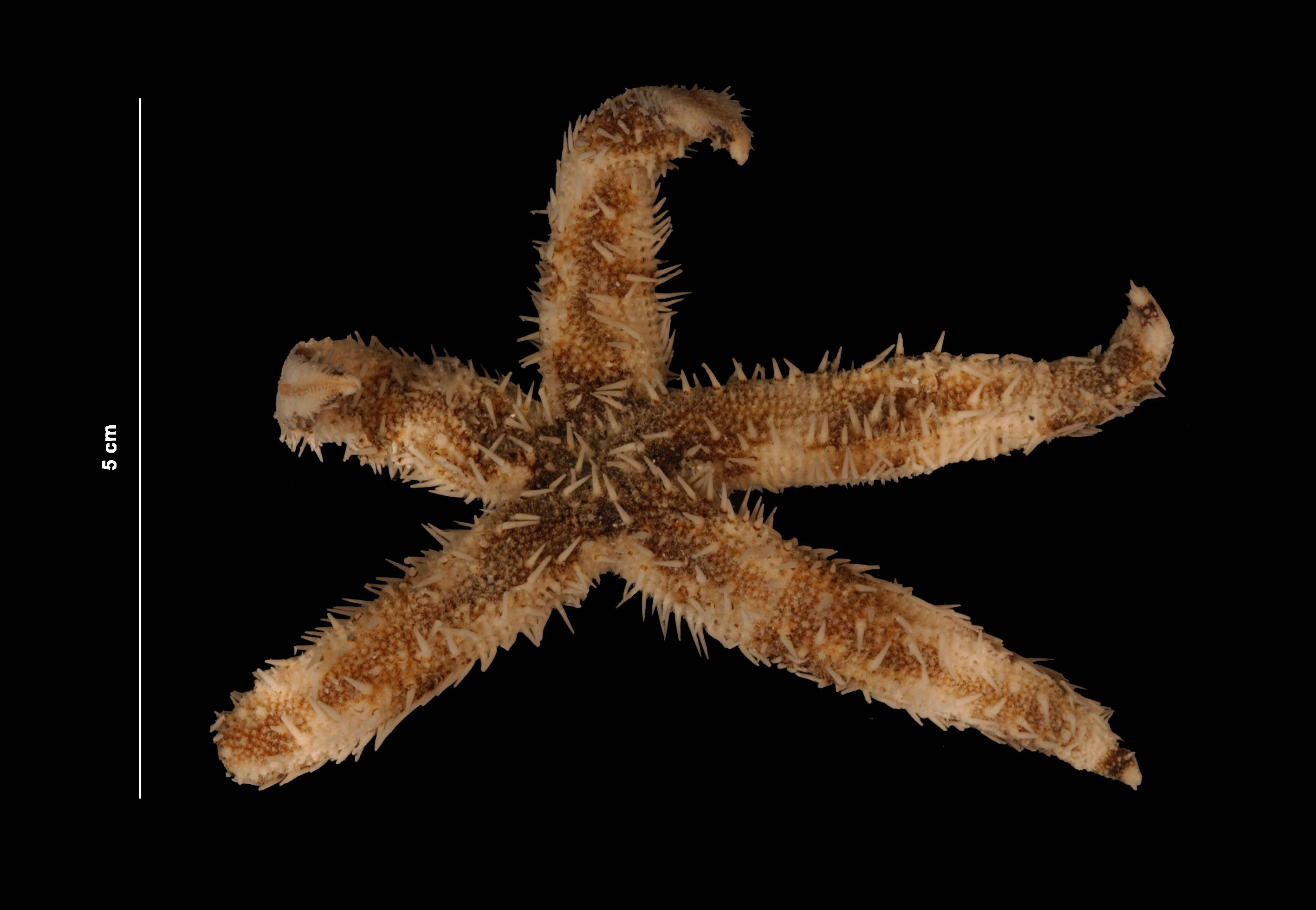
Luidia alternata
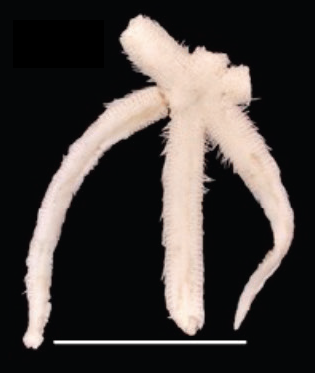
Luidia barbadensis
Luidia bellonae
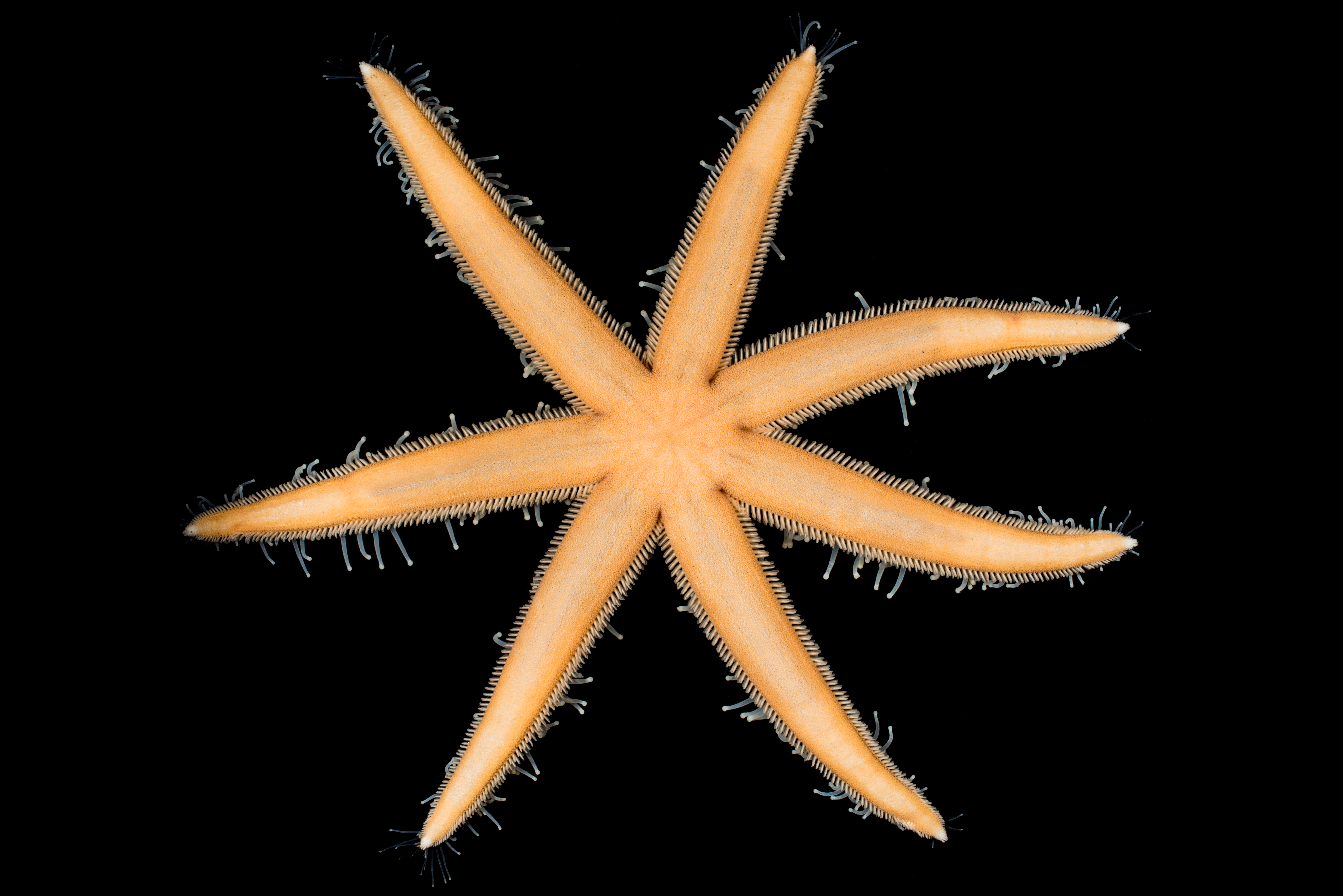
Luidia ciliaris
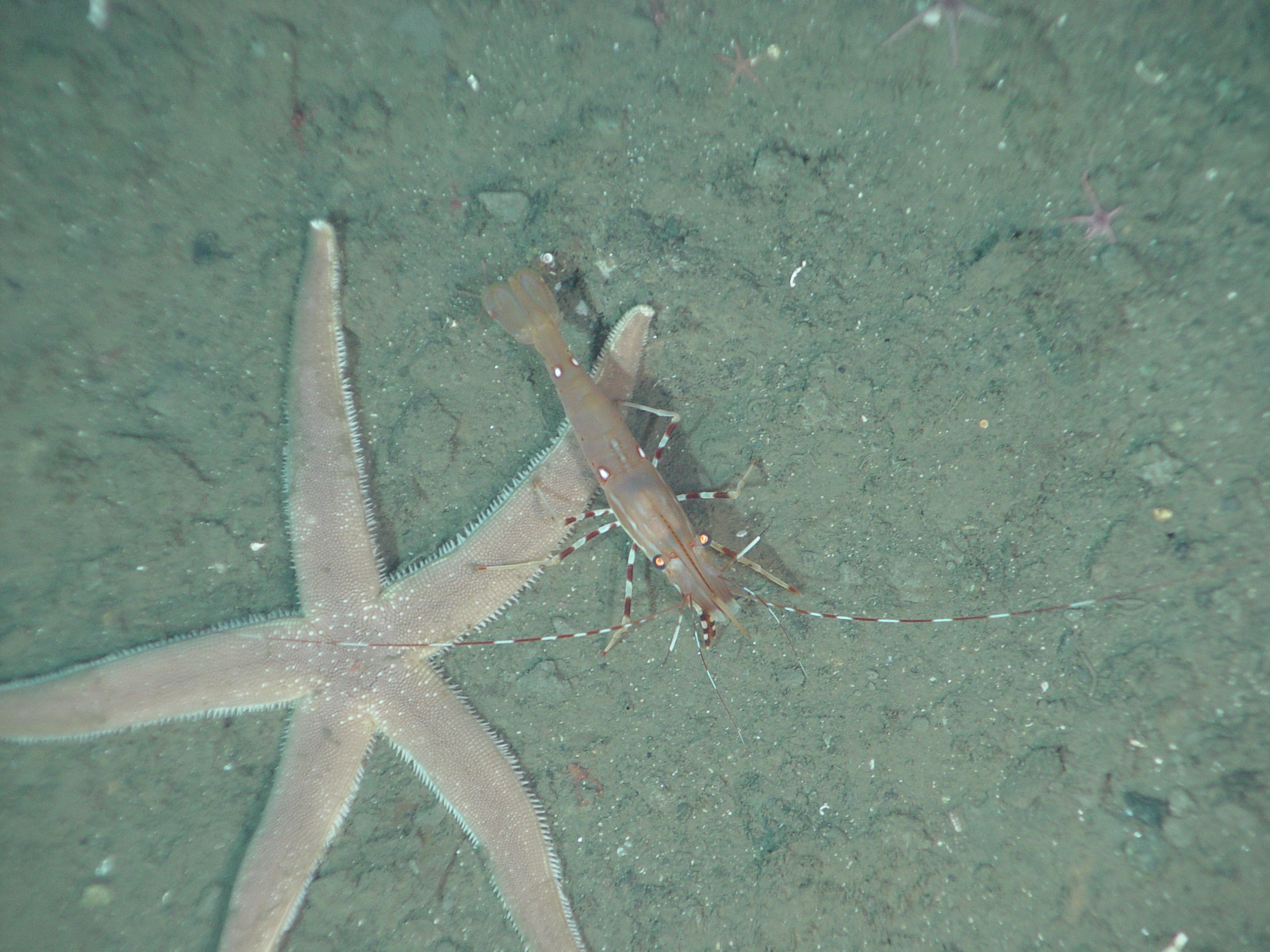
Luidia foliolata.
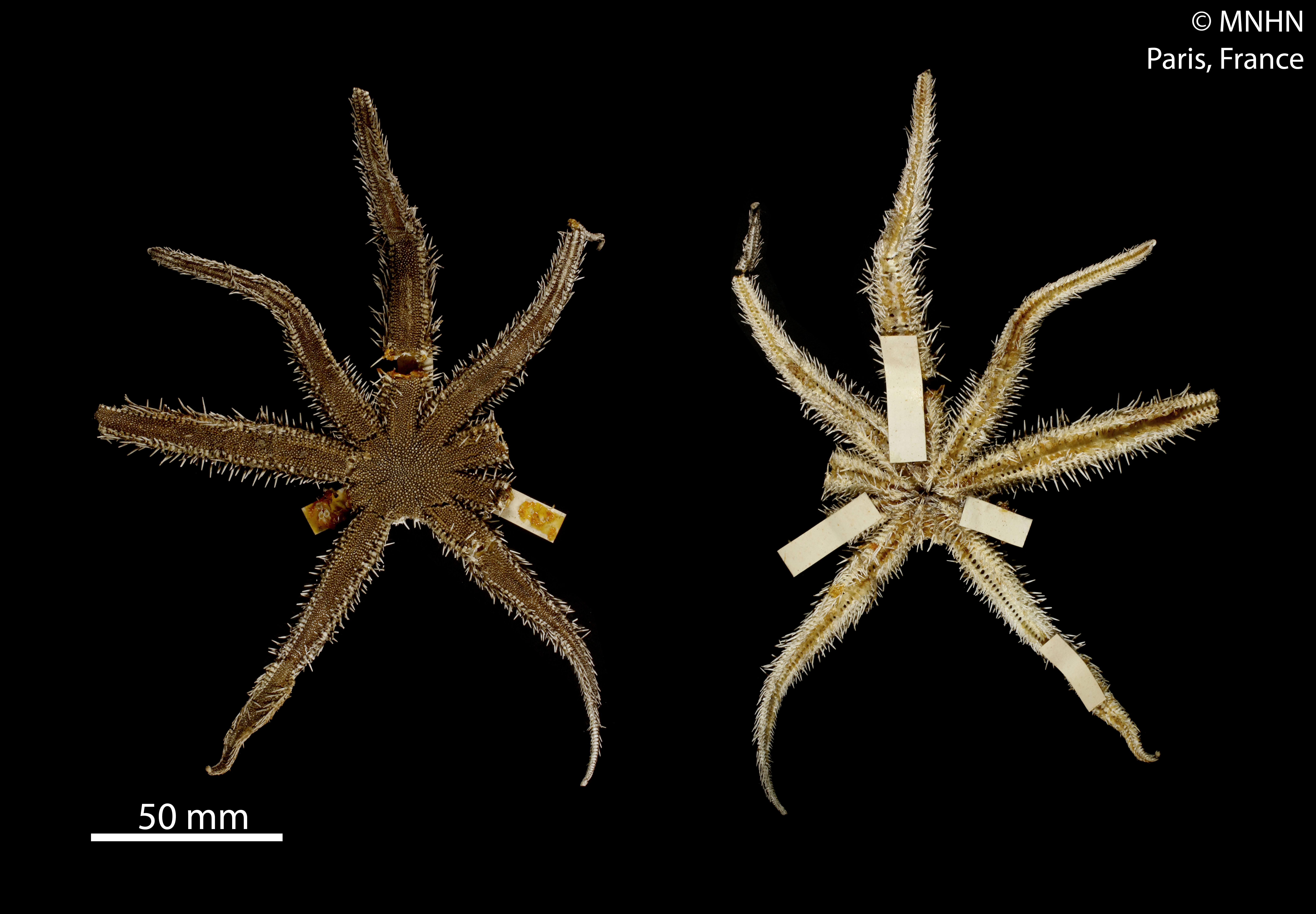
Luidia heterozona.
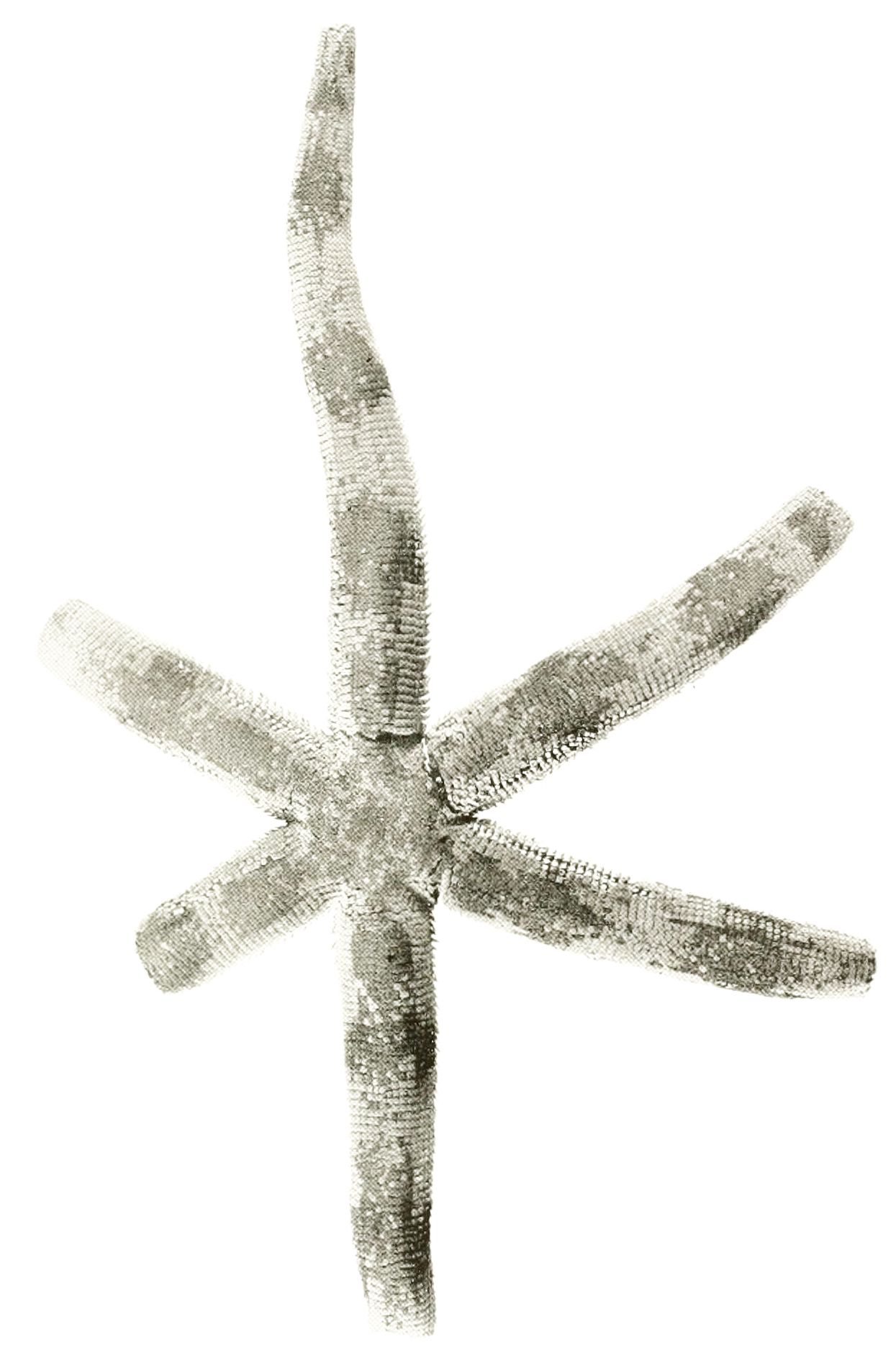
Luidia hexactis
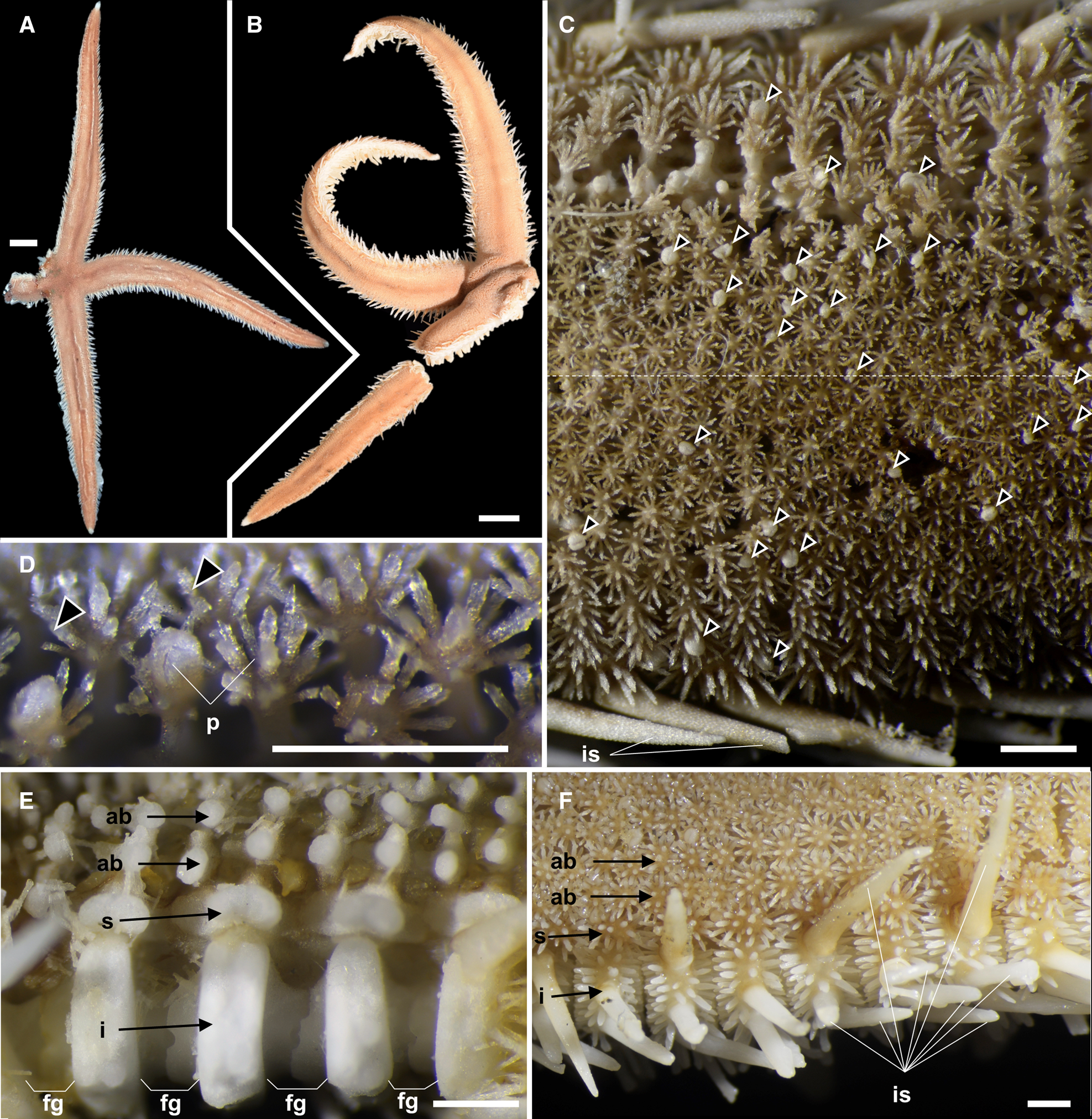
Luidia iwakiensis
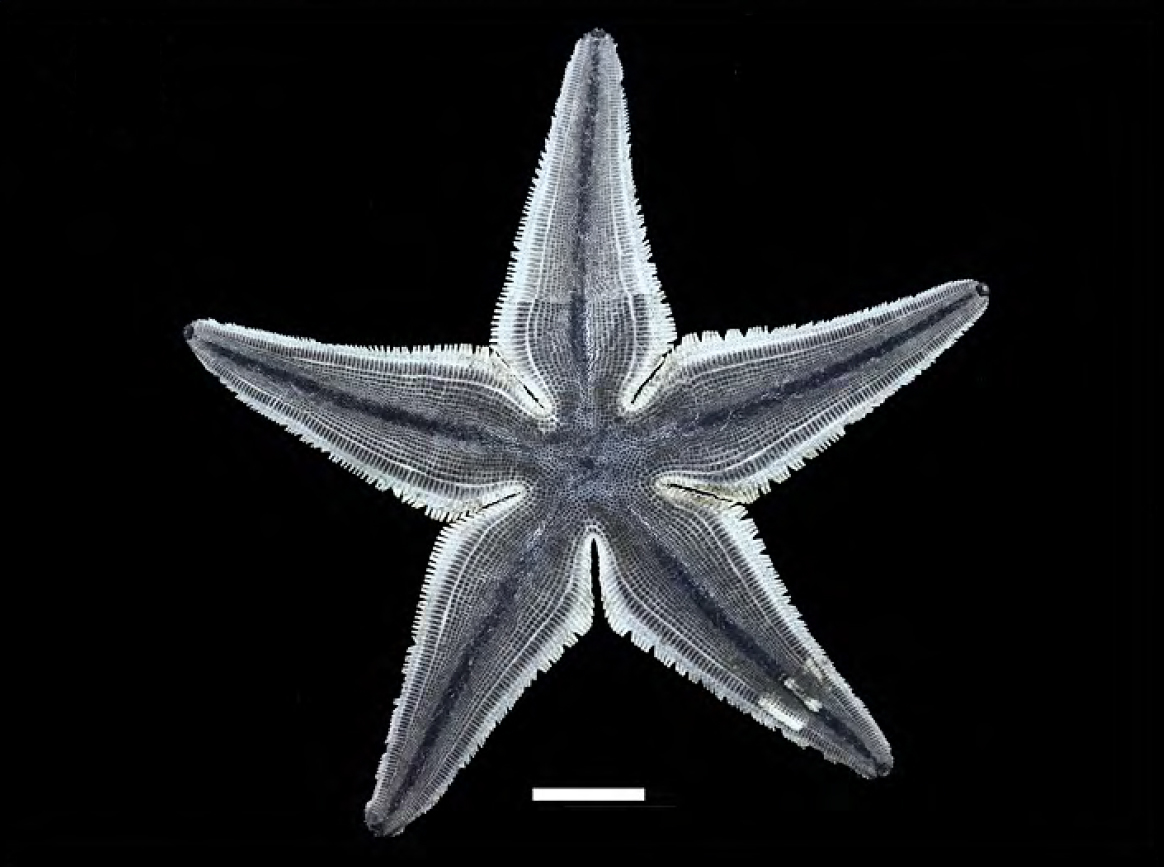
Luidia latiradiata.
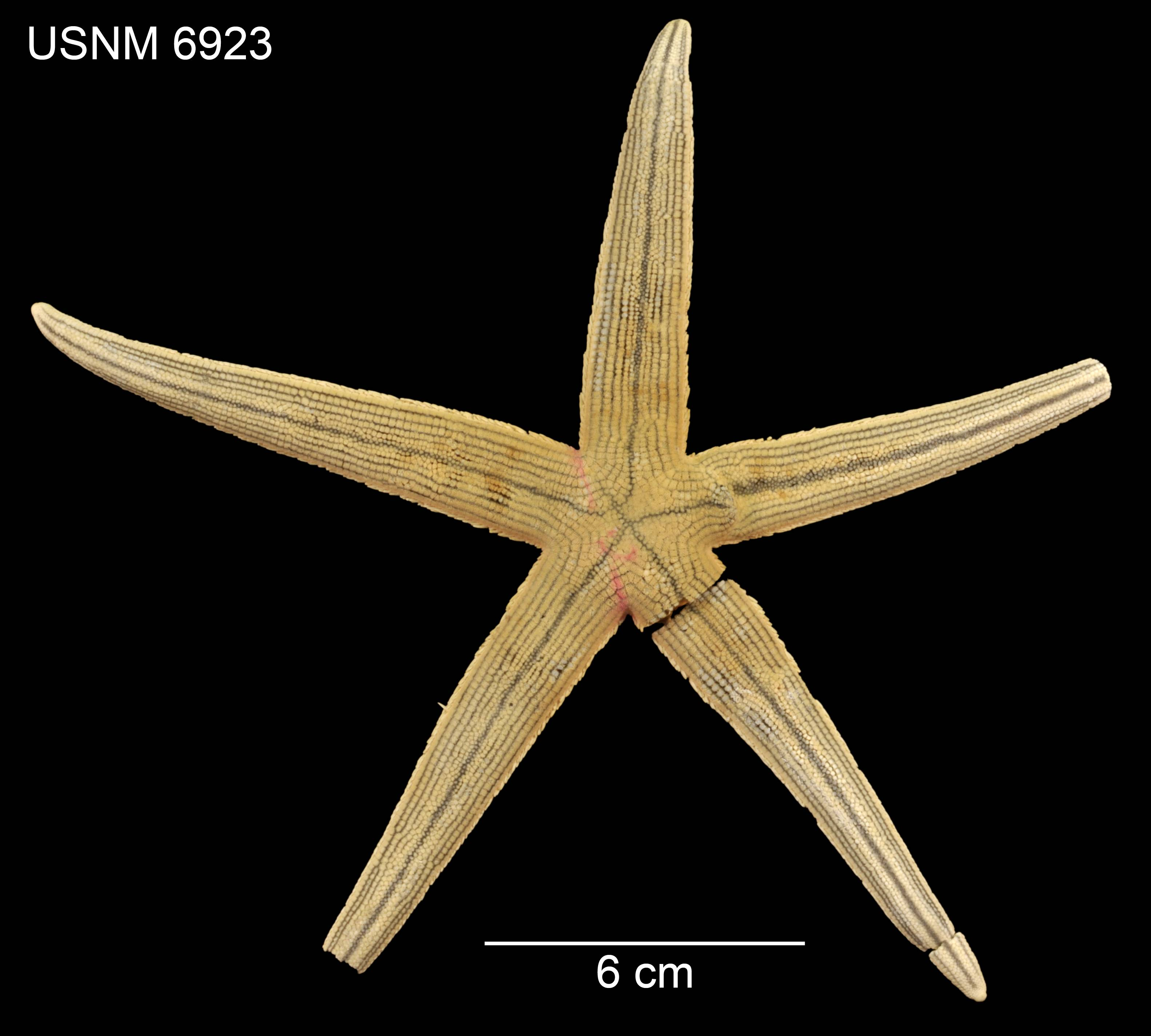
Luidia lawrencei.
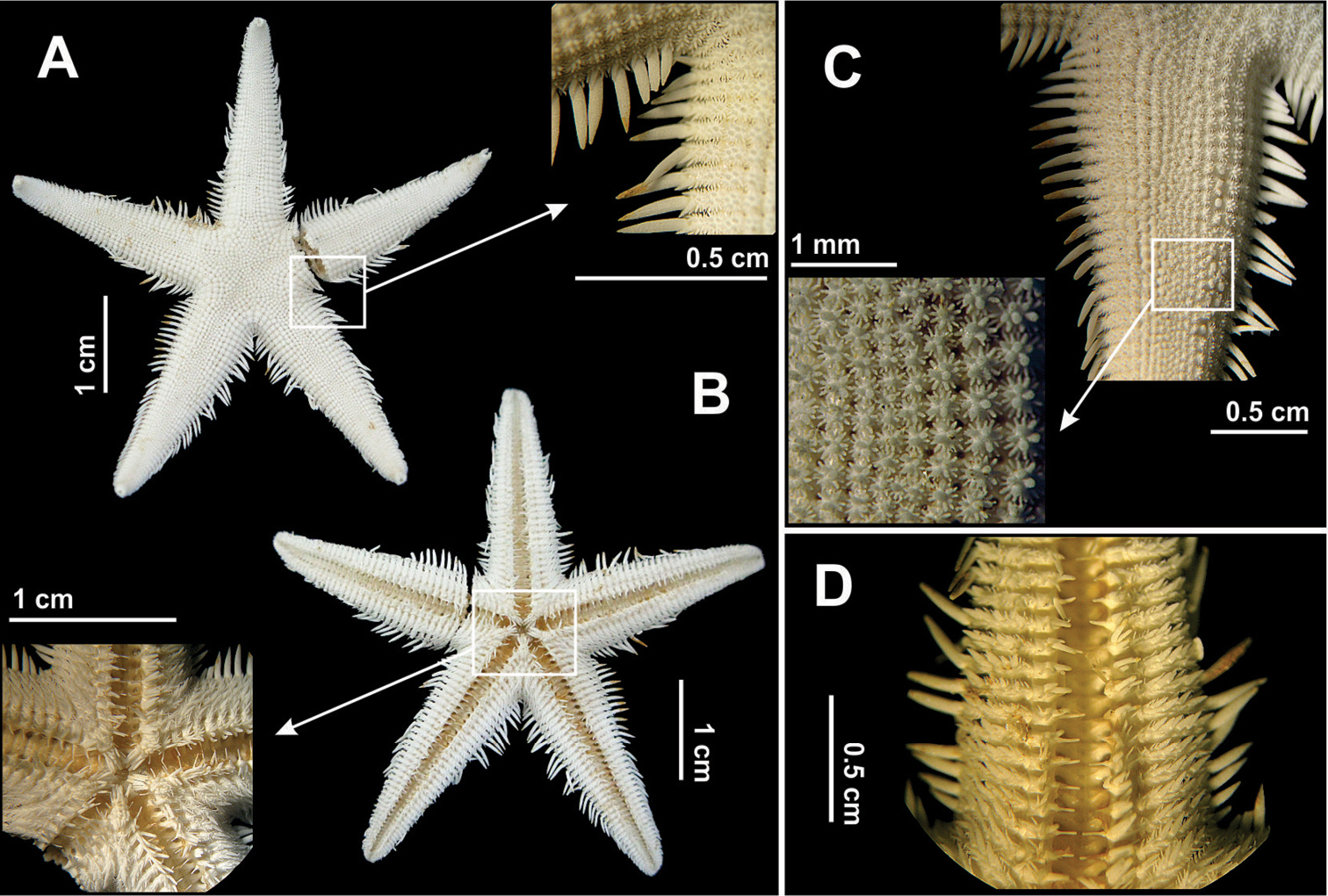
Luidia ludwigi.
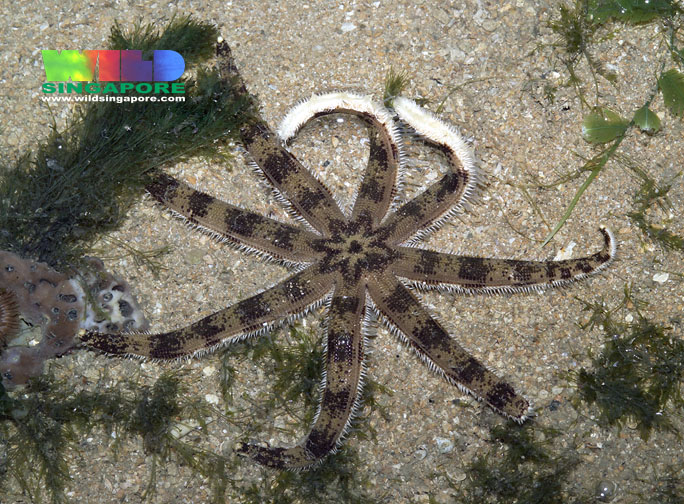
Luidia maculata.
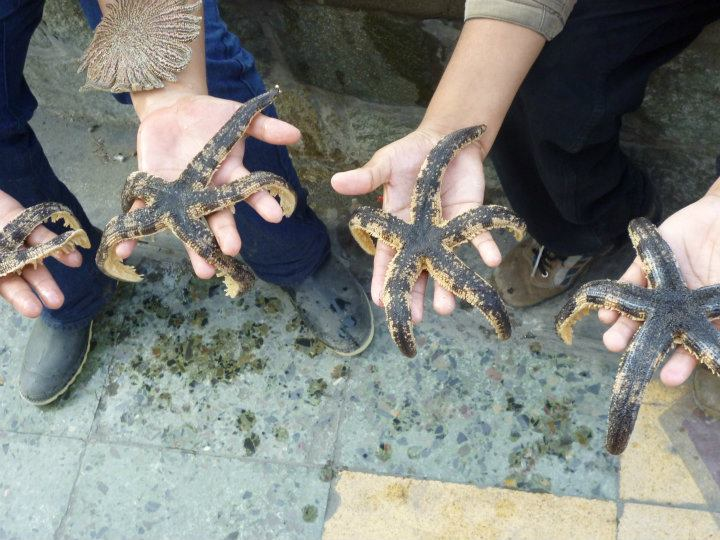
Luidia magellanica.
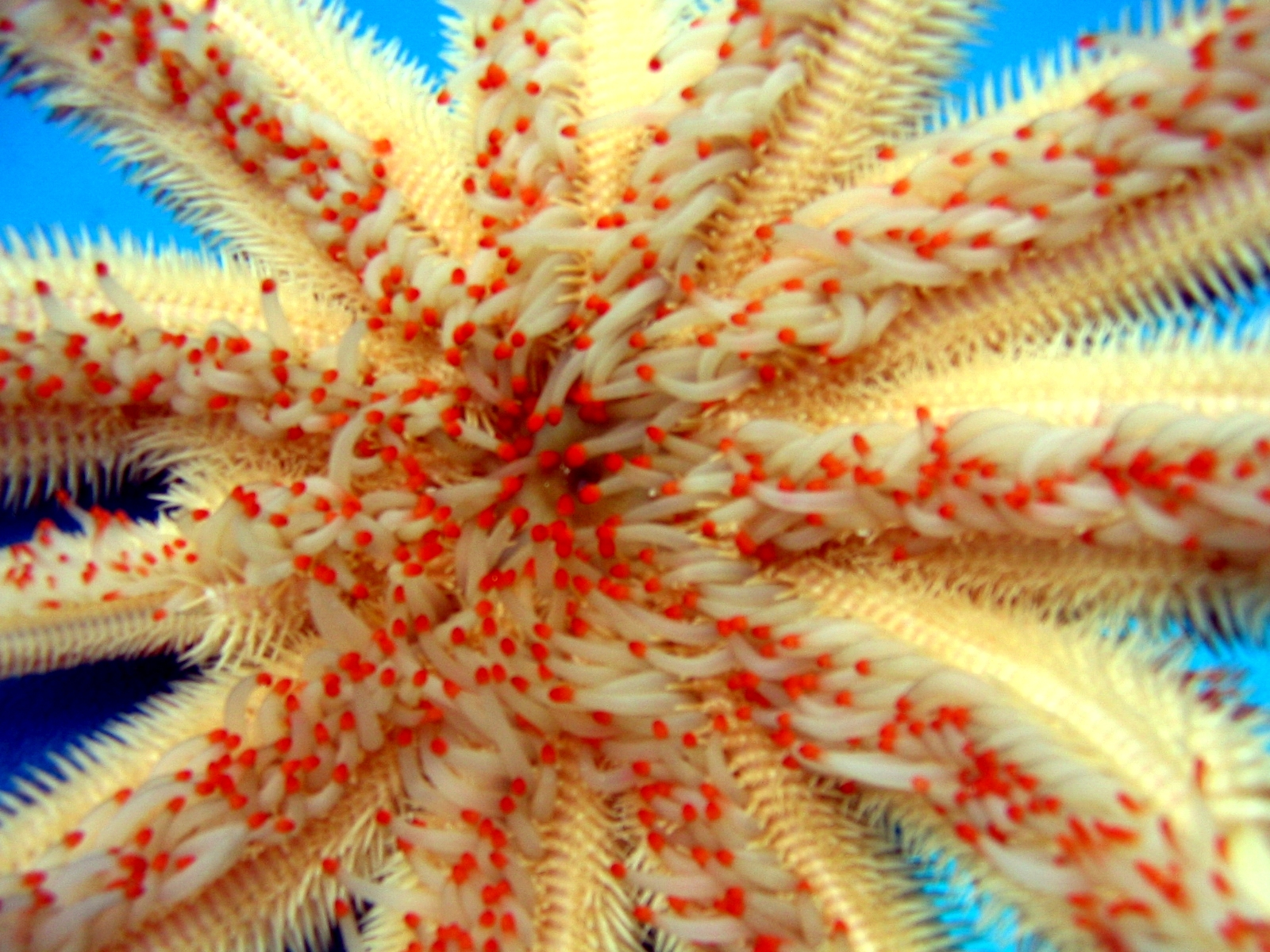
Luidia magnifica (face inférieure).
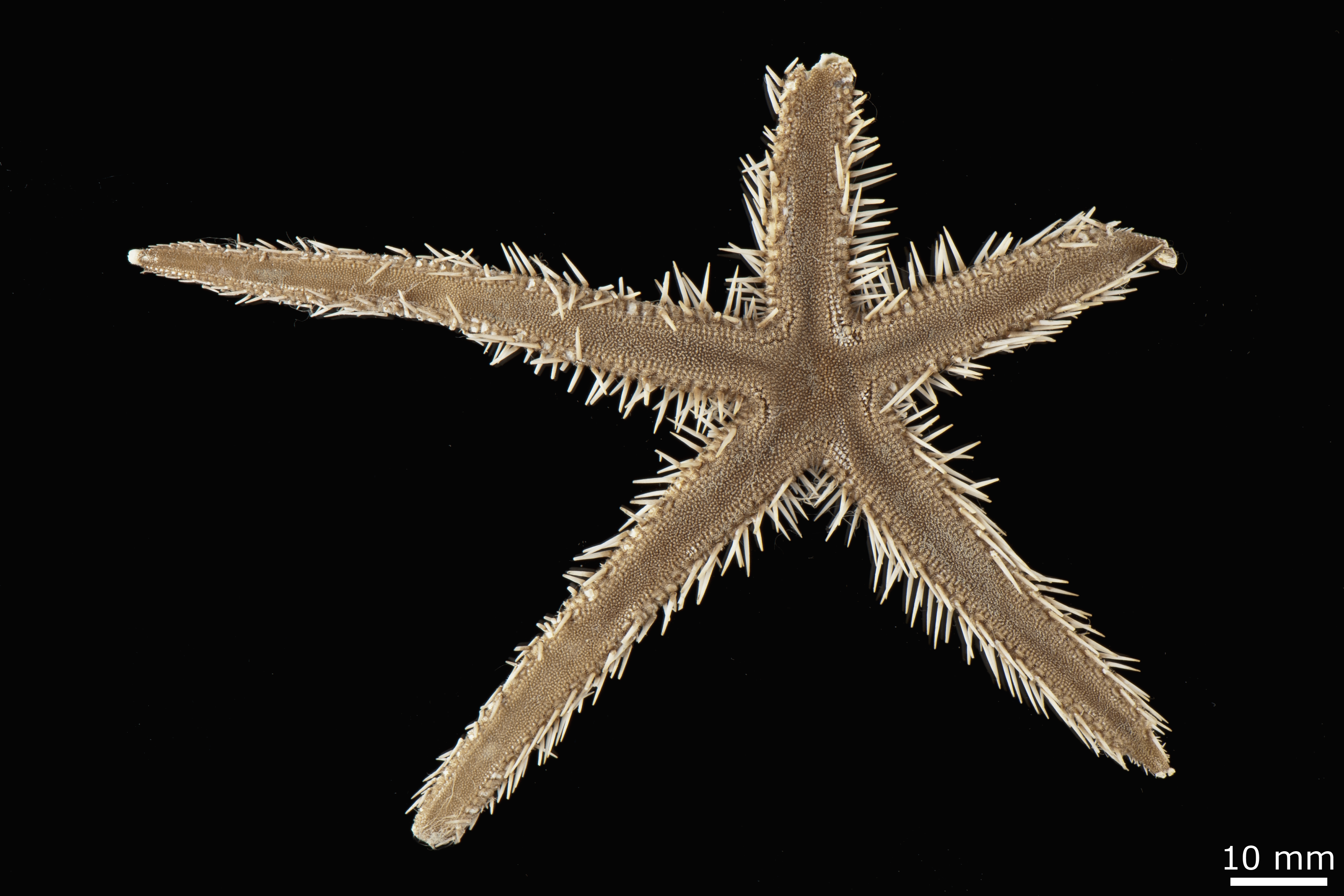
Luidia neozelanica
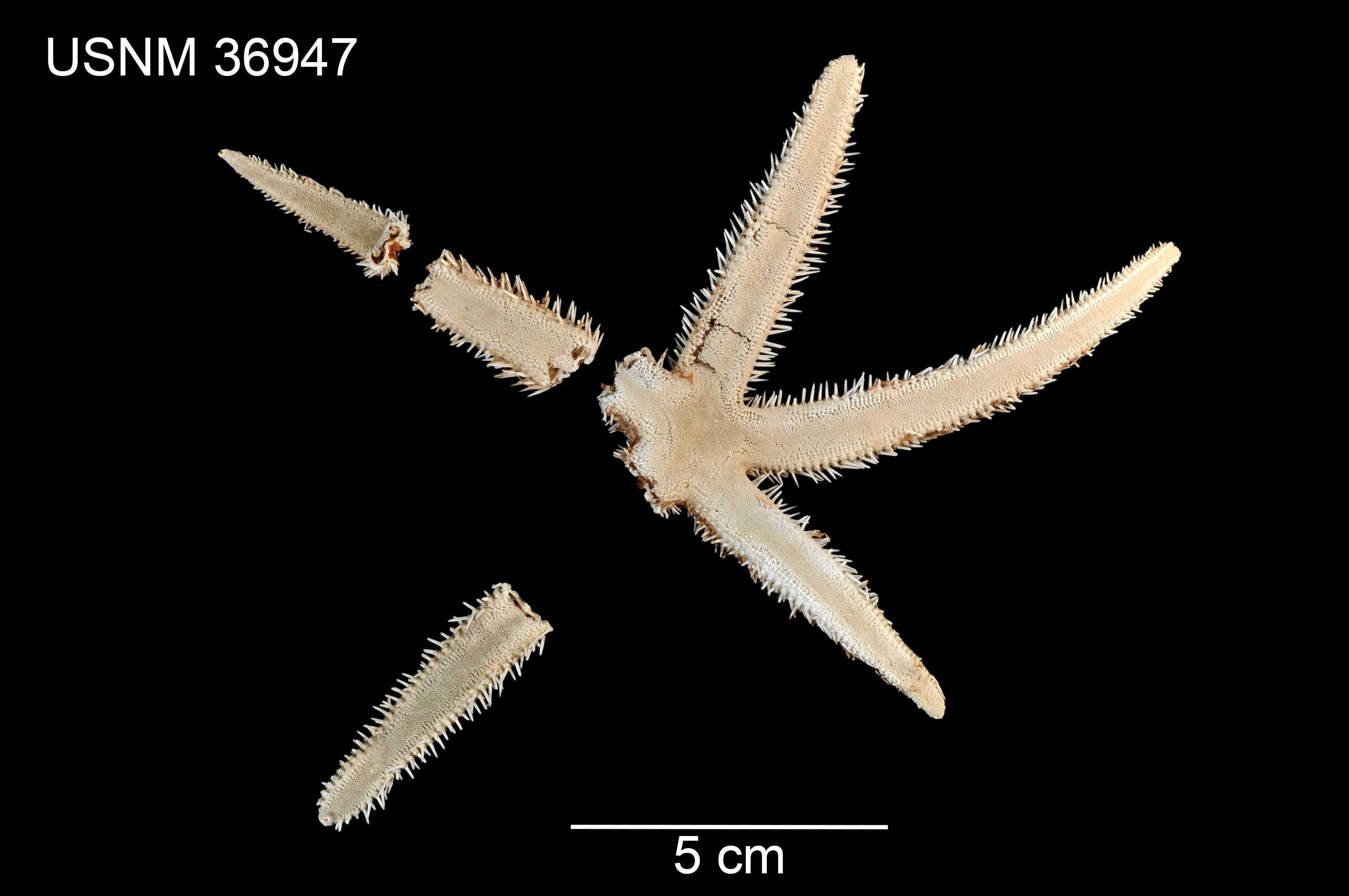
Luidia porteri.
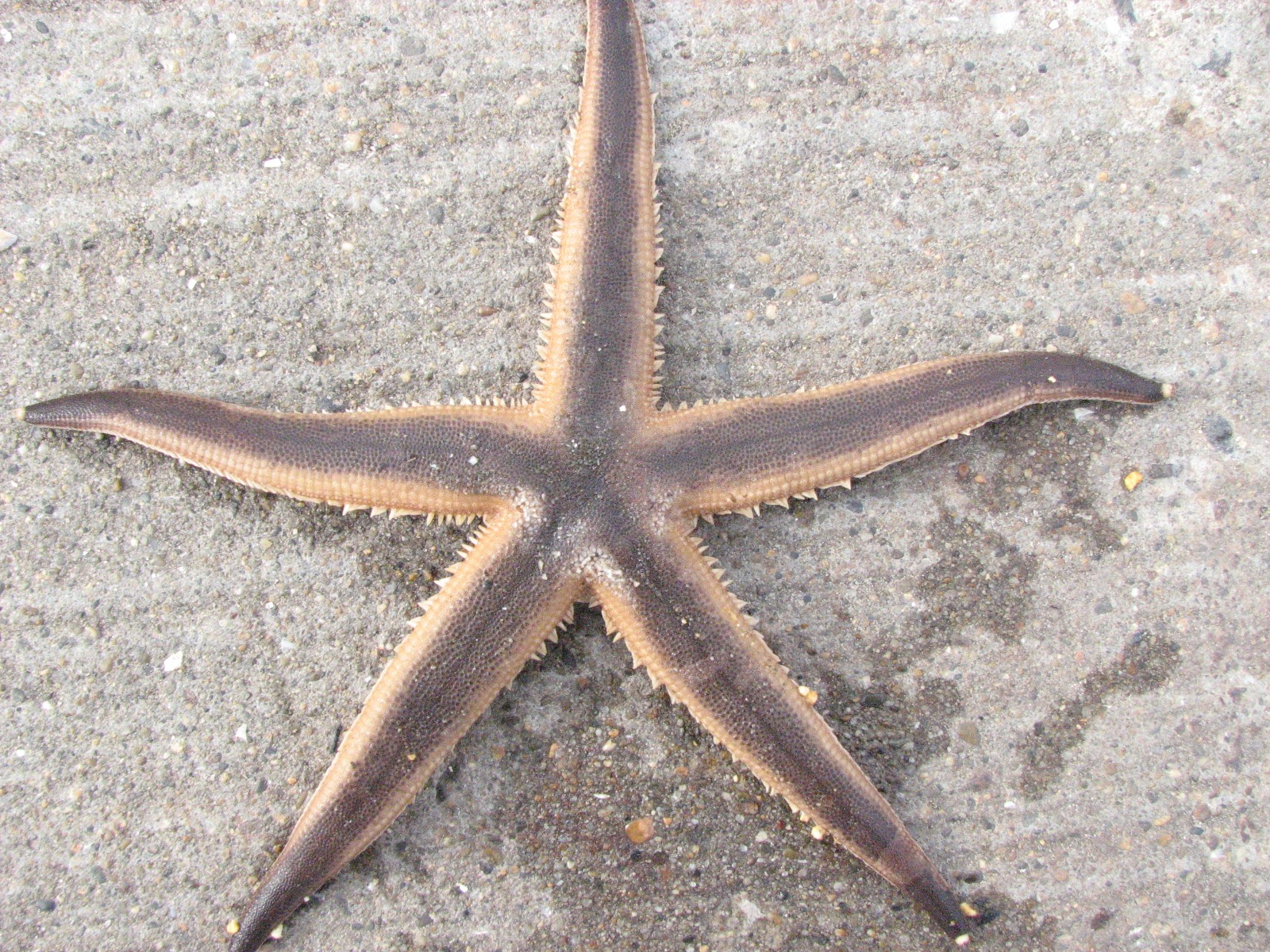
Luidia quinaria.
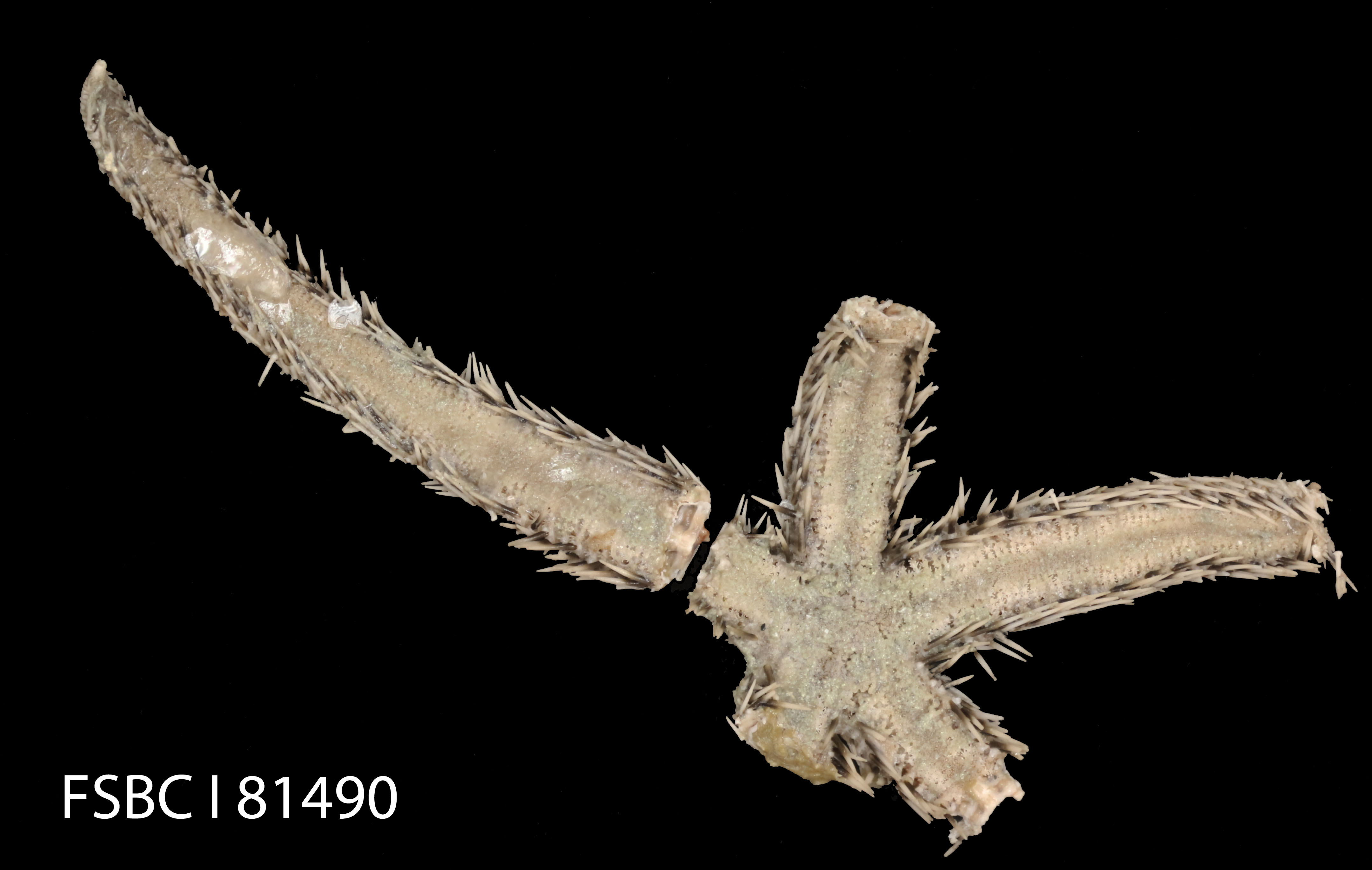
Luidia sagamina.
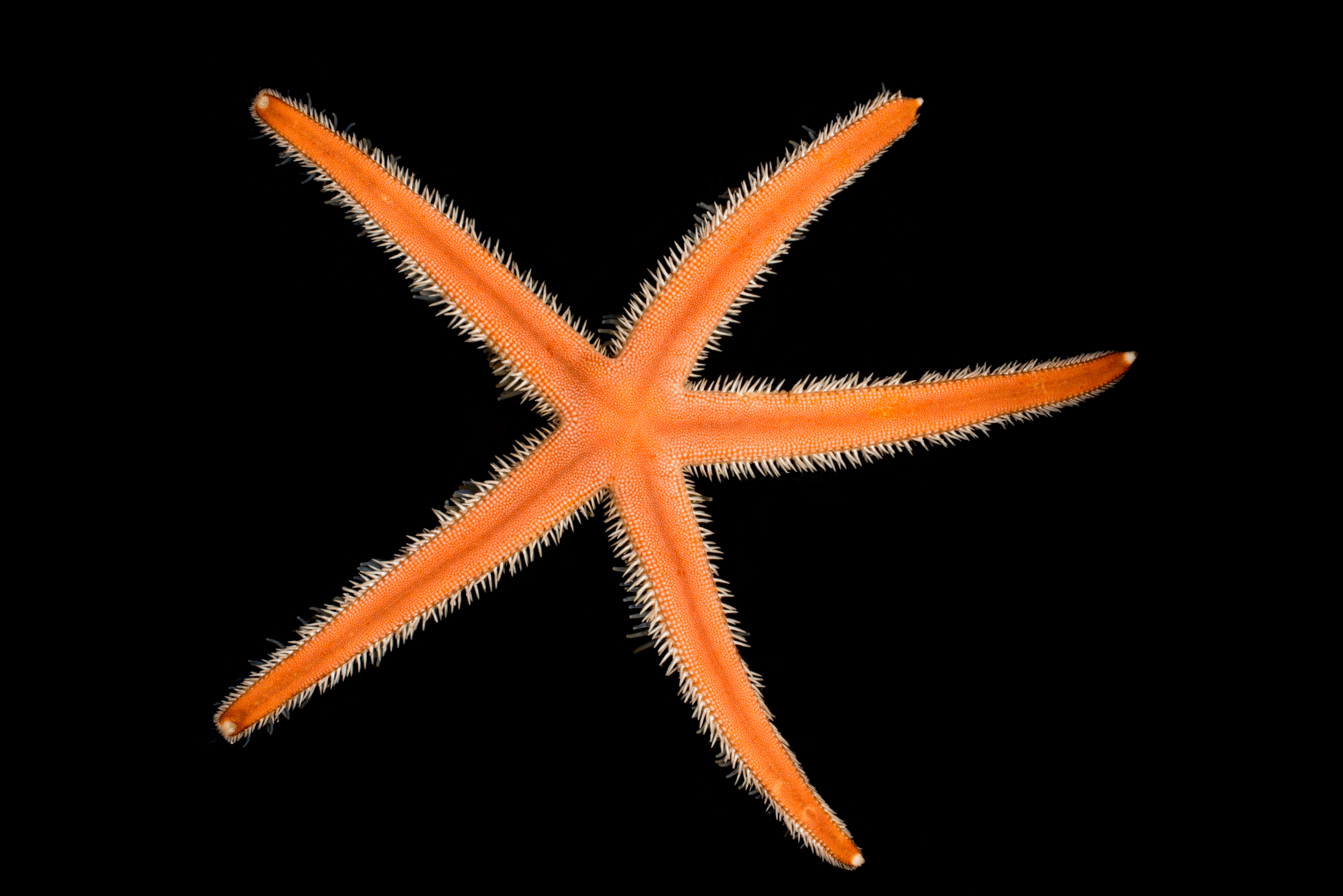
Luidia sarsi.
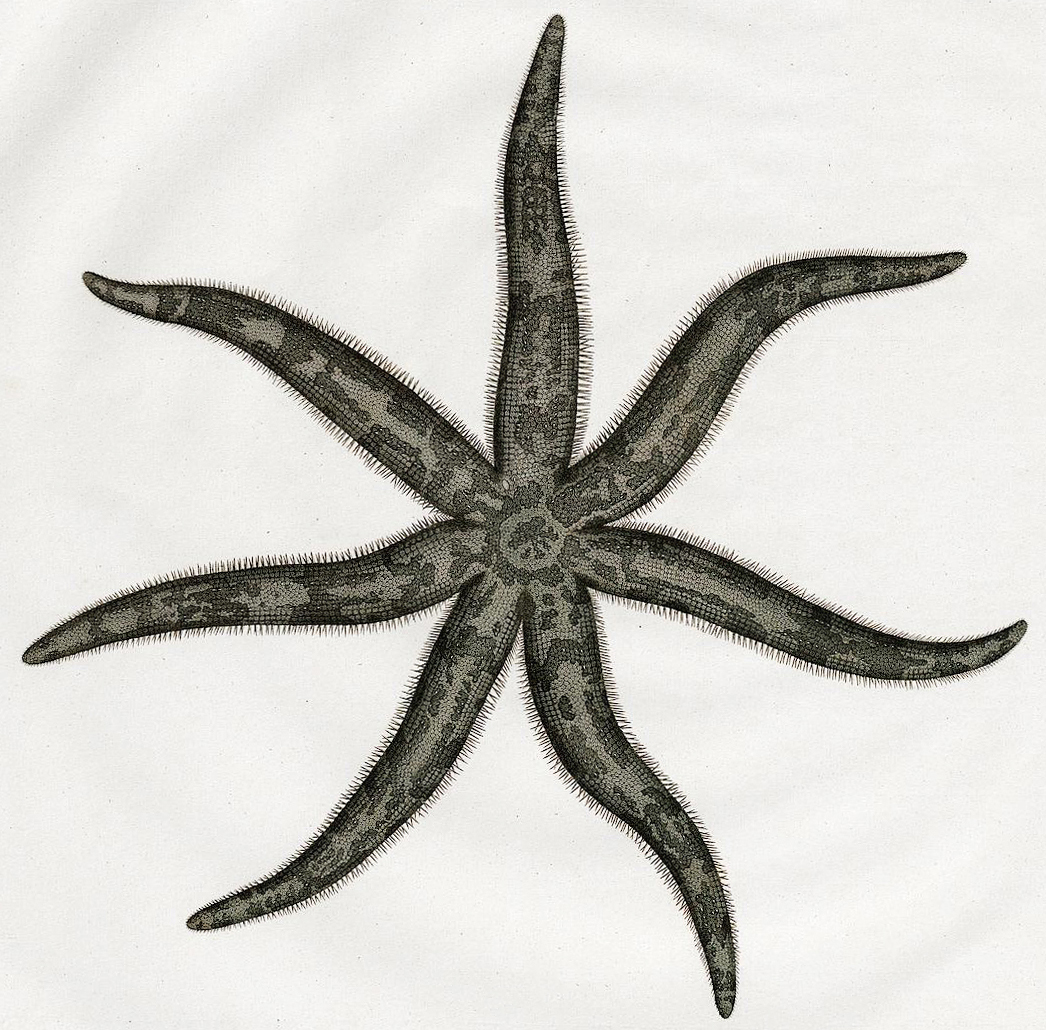
Luidia savignyi.
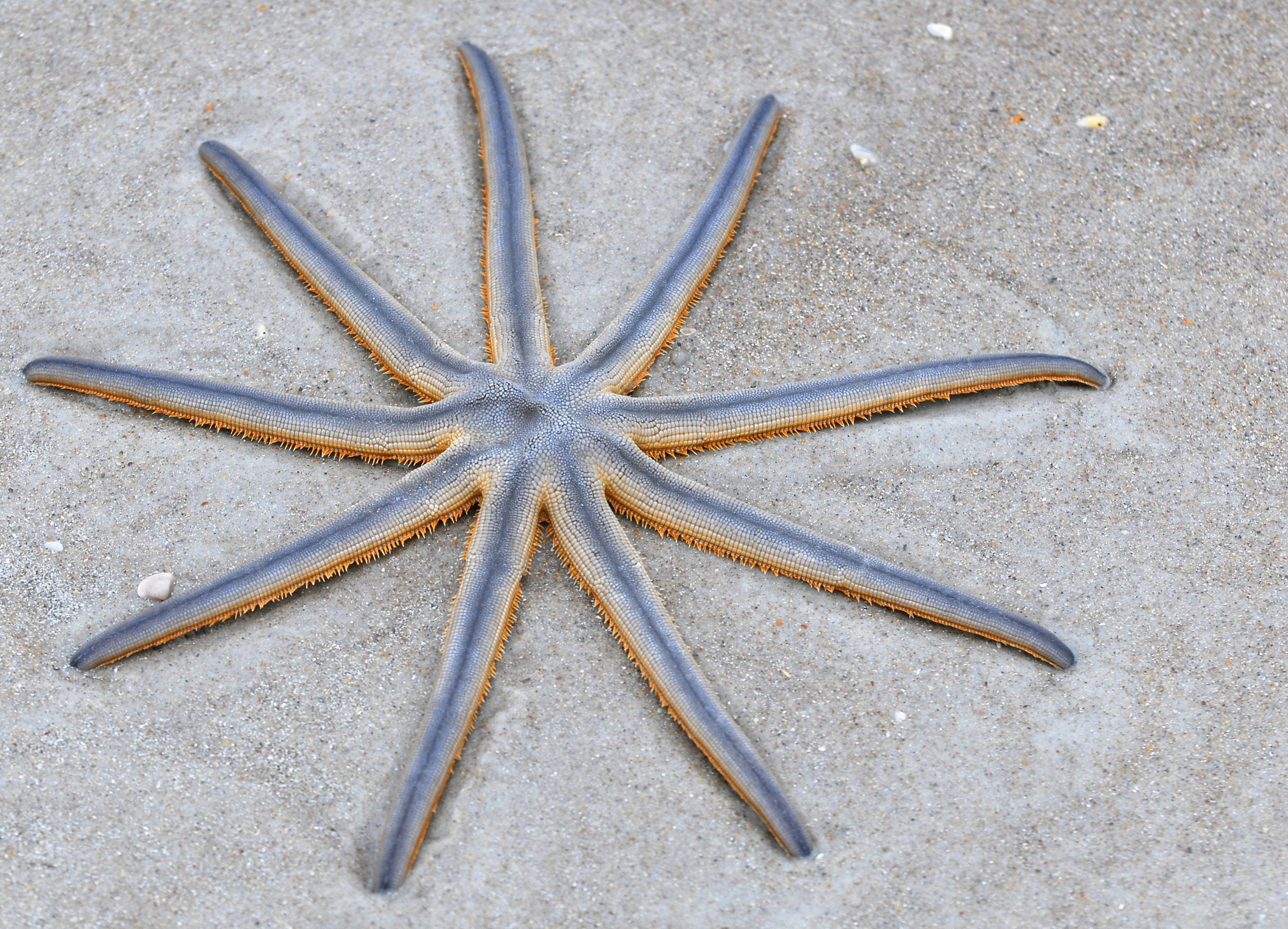
Luidia senegalensis.
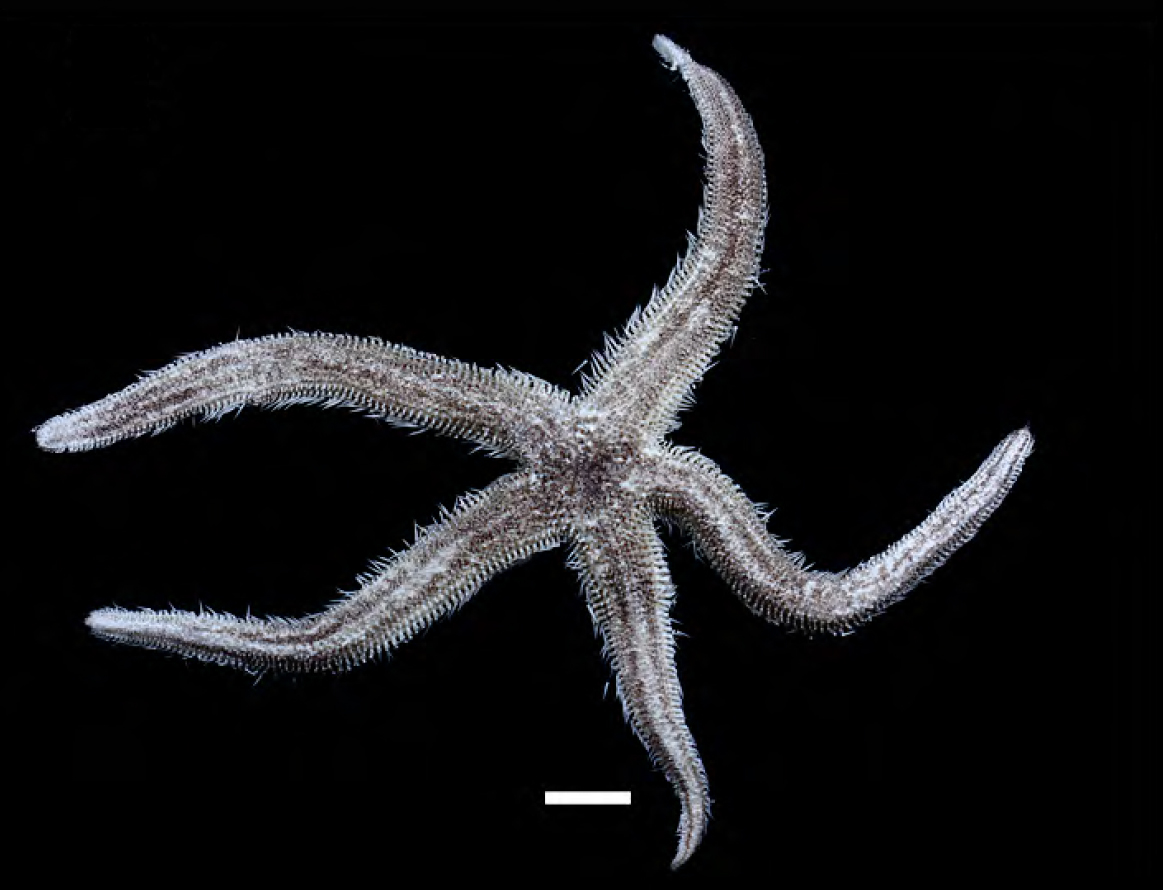
Luidia superba.
Luidia tessellata.